# Гувір Сергій Іванович
Сергі́й Іва́нович Гувір (нар. 24 квітня 1993 — 28 вересня 2017) — старшина Державної прикордонної служби України, учасник російсько-української війни.

## Життєпис
Народився 1993 року в селі Крутоярівка (Білгород-Дністровський район, Одеська область). 2011 року вирушив на строкову службу. Служив у відділах прикордонної служби «Степанівка» і «Старокозаче» — на той час молодший інспектор.
Старшина, інспектор прикордонної служби 3 категорії — черговий відділення управління службою, «Станично-Луганське». В зоні бойових дій з осені 2016 року, до того служив у в/ч 2197 (Білгород-Дністровський прикордонний загін, Південного РУ ДПСУ).
28 вересня 2017 року загинув пополудні під час несення служби у наряді на ділянці відділу — неподалік залізничної станції «Іллєнко» (Станично-Луганський район), за 800 метрів від кордону з РФ, внаслідок підриву на фугасі з «розтяжкою». Тоді ж загинув старший прапорщик Дмитро Деде.
Похований у Крутоярівці.
Без Сергія лишились батьки і вагітна на той час дружина Ганна Костянтинівна. Згодом народився син Сергій.

## Нагороди та вшанування
- указом Президента України № 318/2017 від 11 жовтня 2017 року «за особисту мужність і самовіддані дії, виявлені у захисті державного суверенітету та територіальної цілісності України, зразкового виконання військового обов'язку» — нагороджений орденом «За мужність» III ступеня (посмертно)[1]